# Miconia stenourea
Miconia stenourea är en tvåhjärtbladig växtart som beskrevs av José Jéronimo Triana. Miconia stenourea ingår i släktet Miconia och familjen Melastomataceae. Inga underarter finns listade i Catalogue of Life.